# ストリートロックファイル
『ストリートロックファイル』は、日本のロック雑誌。インディーズバンドや青春パンクなどを中心にとりあげている。オナニーマシーンのイノマーが編集長。